# Mi movimiento (álbum)
Mi movimiento es el tercer álbum de estudio del cantante estadounidense De la Ghetto. Cuenta con las colaboraciones de Wisin, Ozuna, Daddy Yankee, Maluma, Zion & Lennox, Fetty Wap, Plan B, Brytiago, entre otros. El disco posee 17 temas y fue estrenado a fines de septiembre de 2018 bajo el sello discográfico Warner Music Latina.
Considerado un trabajo “americanizado” por el propio cantante, con ritmos como R&B, hip hop y fusiones con vallenato.

## Sencillos
- «Acércate» fue un sencillo promocional, descartado de la inclusión final del álbum. El vídeo fue filmado en Medellín, Colombia bajo la producción de 36 Grados y dirigido por Juan Pablo Valencia y Alex Sánchez Cardona. La producción con una visión muy futurista, con el cantante actuando como el líder de una resistencia.[4]

- «La Fórmula» junto a Ozuna, Daddy Yankee y Chris Jeday (productor del tema), se estrenó el 14 de septiembre de 2017. La grabación del vídeo fue realizada en Puerto Rico en el aeropuerto de Isla Grande, y contó con la dirección del venezolano Daniel Durán.[5]

- «Sé Que Quieres» se estrenó el 25 de enero de 2018, junto con su vídeo oficial oficial en el canal del cantante, fue producido por DJ Luian & Mambo Kingz.

- «Todo el amor» se estrenó el 23 de junio de 2018, y cuenta con la colaboración de Wisin y Maluma.

## Lista de canciones
| N.º   | Título                                                   | Productor(es)             | Duración |  |
| 1.    | «La fórmula» (con Daddy Yankee, Ozuna)                   | Chris Jeday, Gaby Music   | 3:52     |  |
| 2.    | «Mami»                                                   | BF, Sky                   | 3:28     |  |
| 3.    | «Caliente» (con J Balvin)                                | Sky                       | 3:53     |  |
| 4.    | «Me Extrañas»                                            | Mambo Kingz               | 3:29     |  |
| 5.    | «Todo el Amor» (con Maluma, Wisin)                       | Mambo Kingz, DJ Luian, BF | 3:33     |  |
| 6.    | «Yo Soy Tuyo»                                            | Kreate, Oby               | 3:33     |  |
| 7.    | «Amantes» (con Zion & Lennox)                            | Rudeboyz                  | 3:49     |  |
| 8.    | «Como Baila»                                             | Predikador                | 3:11     |  |
| 9.    | «Sé Que Quieres» (Remix) (con Brytiago, Jon Z, Almighty) | Mambo Kingz               | 4:12     |  |
| 10.   | «Booty Grande» (con Flo Rida)                            | Sky, DJ Blass             | 3:16     |  |
| 11.   | «Forever in Love»                                        | DJ Urba & Rome            | 4:16     |  |
| 12.   | «No Hay Nadie»                                           | Tainy, Oby                | 3:42     |  |
| 13.   | «Cogelo Pa' Ti» (con Plan B)                             | Live Music                | 4:15     |  |
| 14.   | «Haciéndotelo»                                           | Tainy                     | 3:44     |  |
| 15.   | «Bad Girl» (con Konshens)                                | Rvssian                   | 2:42     |  |
| 16.   | «Recuerdo»                                               | DJ Blass                  | 4:44     |  |
| 17.   | «F.L.Y.» (con Fetty Wap)                                 | Play-N-Skillz             | 4:00     |  |
| 63:22 |                                                          |                           |          |  |

## Posicionamiento en listas
| Listas (2018)                        | Mejor posición |
| ------------------------------------ | -------------- |
| Estados Unidos (Latin Rhythm Albums) | 5              |
| Estados Unidos (Top Latin Albums)    | 5              |
| Estados Unidos (Top Album Sales)     | 62             |